# 65 (tal)
65 (femogtres, på checks også sekstifem) er det naturlige tal som kommer efter 64 og efterfølges af 66.

## Inden for videnskab
- 65 Cybele, asteroide
- M65, spiralgalakse i Løven, Messiers katalog

## Eksterne links
- Wikimedia Commons har flere filer relateret til 65 (tal)